# 17 iulie
ianuarie • februarie • martie  • aprilie  • mai  • iunie  • iulie  • august  • septembrie  • octombrie  • noiembrie  • decembrie
17 iulie este a 198-a zi a calendarului gregorian și a 199-a zi în anii bisecți. Mai sunt 167 de zile până la sfârșitul anului.

## Evenimente

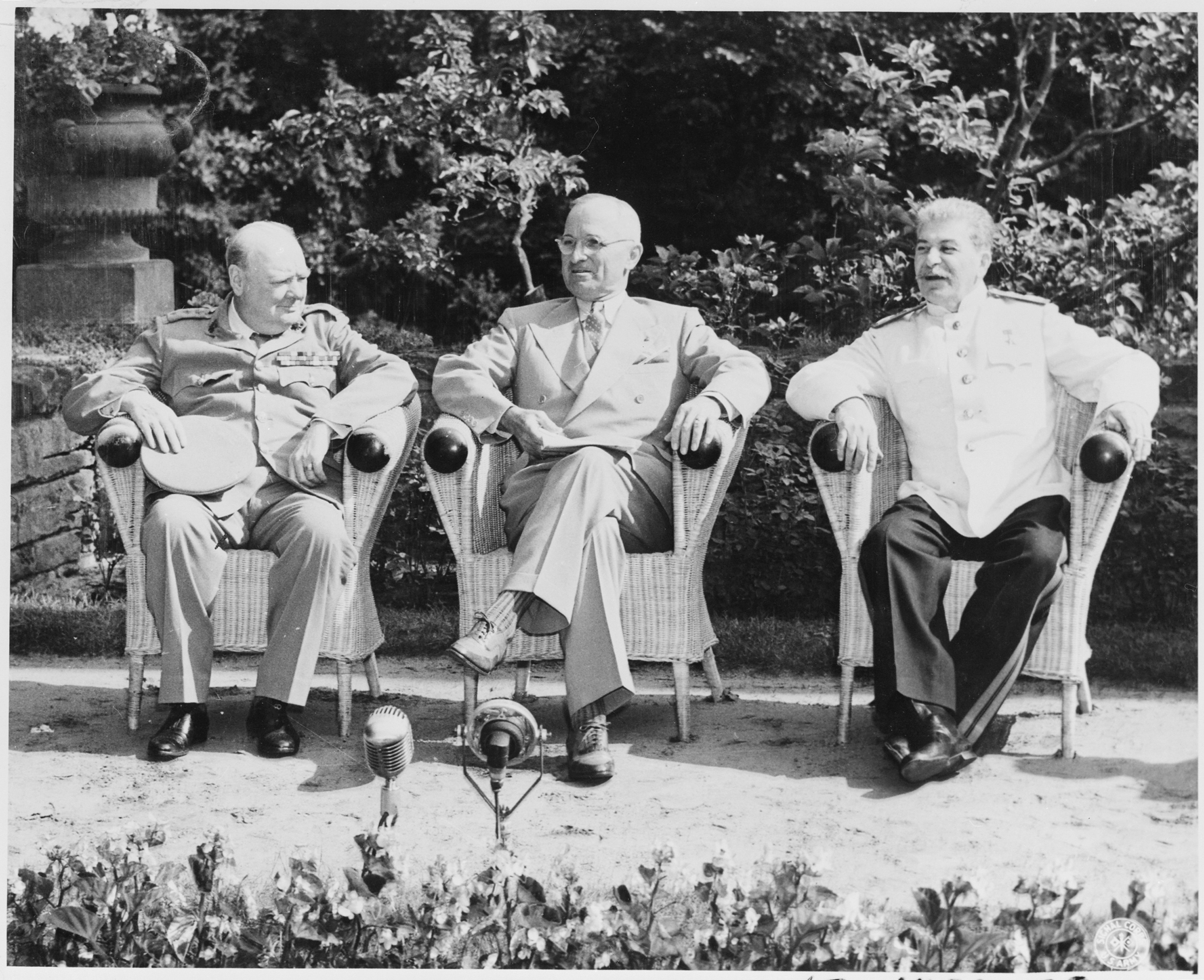
1945: A avut loc Conferința de la Potsdam a șefilor de stat și guvern ai URSS, Marii Britanii și SUA, consacrată reglementării situației postbelice în Europa.

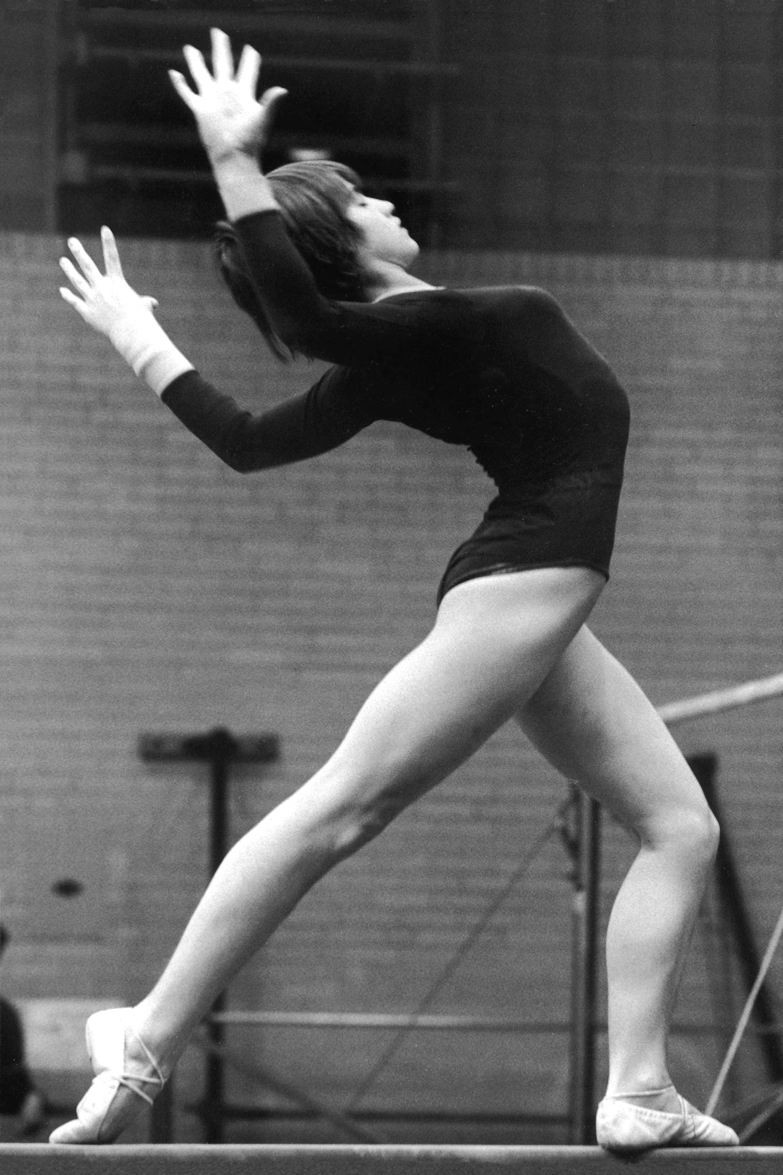
1976: La Jocurilor Olimpice de la Montreal Nadia Comăneci a obținut șapte note de 10.00, prima dată în istoria gimnasticii când se acordă această notă.

- 1402: În China, împăratul Yongle devine cel de-al 3-lea împărat al dinastiei Ming. El l-a învins în luptă militară pe împăratul Jianwen.
- 1429: Războiul de 100 de Ani - Carol al VII-lea al Franței este încoronat rege al Franței la catedrala de la Reims după o campanie de succes cu Ioana d'Arc.
- 1440: Vladislav al III-lea, regele Poloniei (1434-1444), devine și rege al Ungariei.
- 1821: Lupta de la Slobozia. Cetele de panduri, rămase fără Tudor Vladimirescu, au fost înfrânte de turci. Printre cei luați prizonieri se afla și Papa, fratele lui Tudor Vladimirescu. Este sfârșitul revoluției.
- 1917: Casa domnitoare din Marea Britanie, Saxa-Coburg și Gotha își schimbă numele în Windsor din cauza conflictului cu Imperiul German.
- 1918: Din ordinul dat de Partidul Bolșevic, împăratul Nicolae al II-lea și famila sa au fost asasinați la casa Ipatiev din Ekaterinburg, Rusia.
- 1931: Legea privind autonomia universitară în România. Legea prevedea și transformarea "Conservatorului de Muzică și Artă Dramatică" în "Academia de Muzică și Artă Dramatică".
- 1969: Legația României în Israel a fost ridicată la rangul de ambasadă.[1]
- 1976: La Montreal (Canada) a început a XXI-a ediție a Jocurilor Olimpice de vară. Gimnasta Nadia Comăneci a obținut trei medalii de aur, iar România a ocupat locul nouă pe națiuni, cu patru medalii de aur, nouă de argint și 14 de bronz. (17 iulie - 1 august)
- 1945: A avut loc Conferința de la Potsdam a șefilor de stat și guvern ai URSS, Marii Britanii și SUA, consacrată reglementării situației postbelice în Europa.
- 1950: Au fost arestați cetățenii americani Julius și Ethel Rosenberg, acuzați de spionaj în favoarea Uniunii Sovietice.
- 1955: A fost inaugurat parcul de distracții - "Disneyland", cu mult fast, în prezența a peste 30000 de vizitatori veniți de pretutindeni. Ceremonia a fost transmisă în direct de televiziune. (sudul orașului Los Angeles, SUA)
- 1975: Proiectul test Apollo–Soyuz: Are loc andocarea navelor spațiale Apollo american și Soyuz sovietic marcând prima astfel de legătură între nave spațiale aparținând celor două națiuni.
- 1980: Au fost inaugurate lucrările de construcție a centralei nuclearo-electrice de la Cernavodă.
- 1981: Regina Elisabeta a II-a deschide Podul Humber, unul din cele mai lungi poduri suspendate din lume.
- 1985: 17 state au fondat, la Paris, "Agenția de Coordonare a Cercetărilor Europene" - EUREKA - (European Research Co-ordination Agency).
- 1994: În finala Cupei Mondiale de fotbal din Statele Unite ale Americii, Brazilia a învins Italia cu 3-2 la penalty, asigurând astfel titlul mondial pe echipe pentru a patra oară. Este prima finală a Cupei Mondiale care a fost decisă de un penalty.
- 1995: Prima Reuniune în formula "16+1" a NATO, cu participarea țărilor membre ale Alianței și a Rusiei.  A fost semnat acordul interimar de parteneriat și cooperare economică între Uniunea Europeană și Rusia. (Bruxelles).
- 2014: Un avion Boeing 777 al Malaysia Airlines se prăbușește în Ucraina, la 50 km de granița cu Rusia. Au murit 298 de oameni, dintre care 283 erau pasageri și 15 făceau parte din echipajul avionului.

## Nașteri
- 1698: Pierre Louis Maupertuis, matematician francez (d. 1759)
- 1714: Alexander Gottlieb Baumgarten, filozof german (d. 1762)
- 1797: Hippolyte Delaroche, pictor francez (d. 1856)
- 1803: Iosif Romanov, librar, editor, tipograf din București
- 1810: August Treboniu Laurian, om de cultură marcant al secolului al XIX-lea, istoric și om politic român (d. 1881)

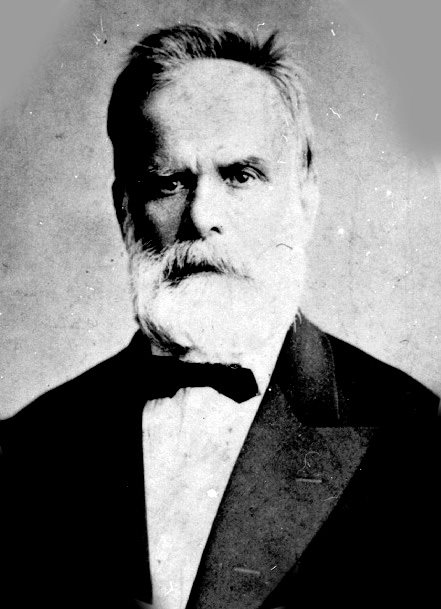
August Treboniu Laurian, istoric și om politic român
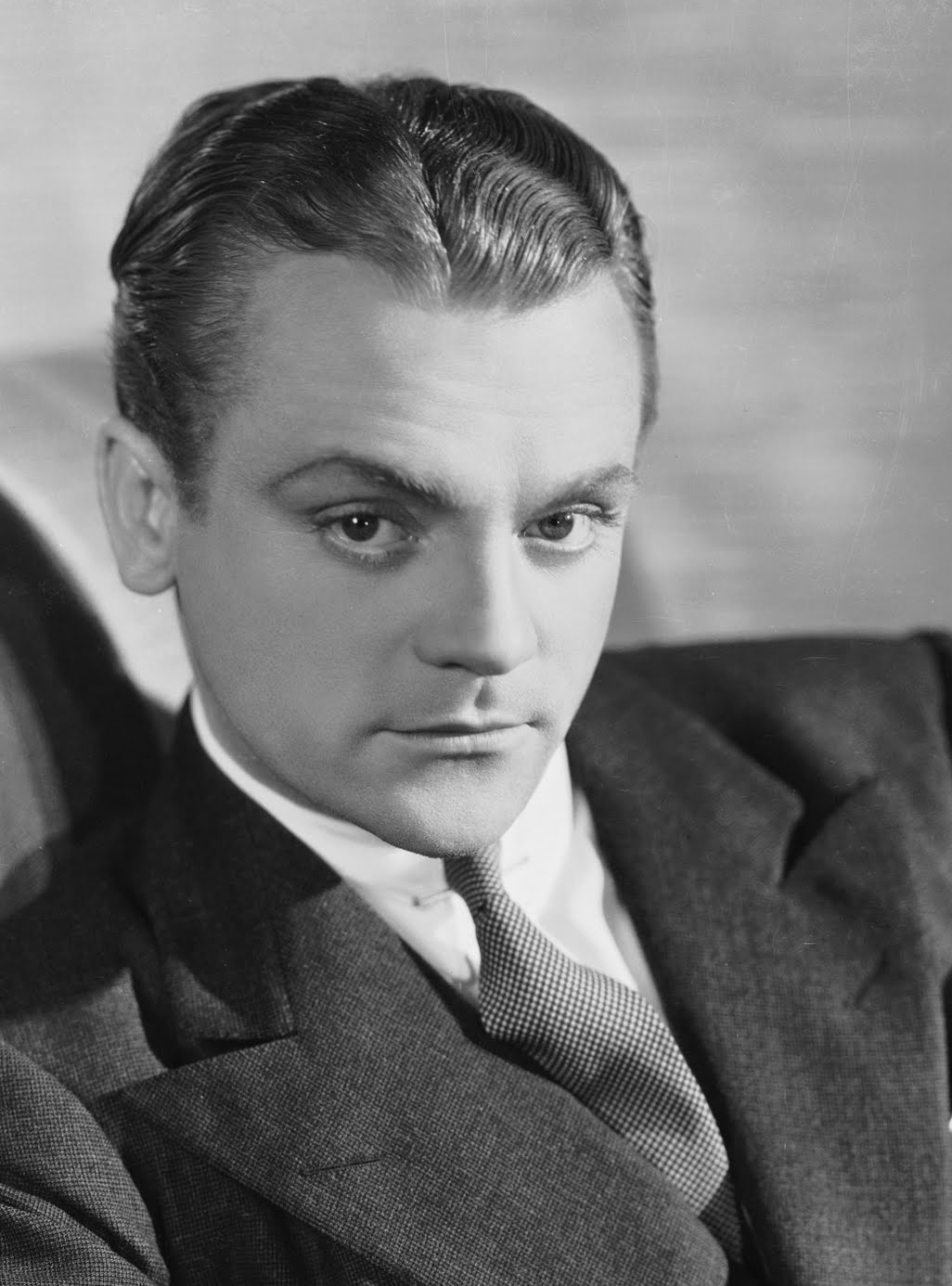
James Cagney, actor american
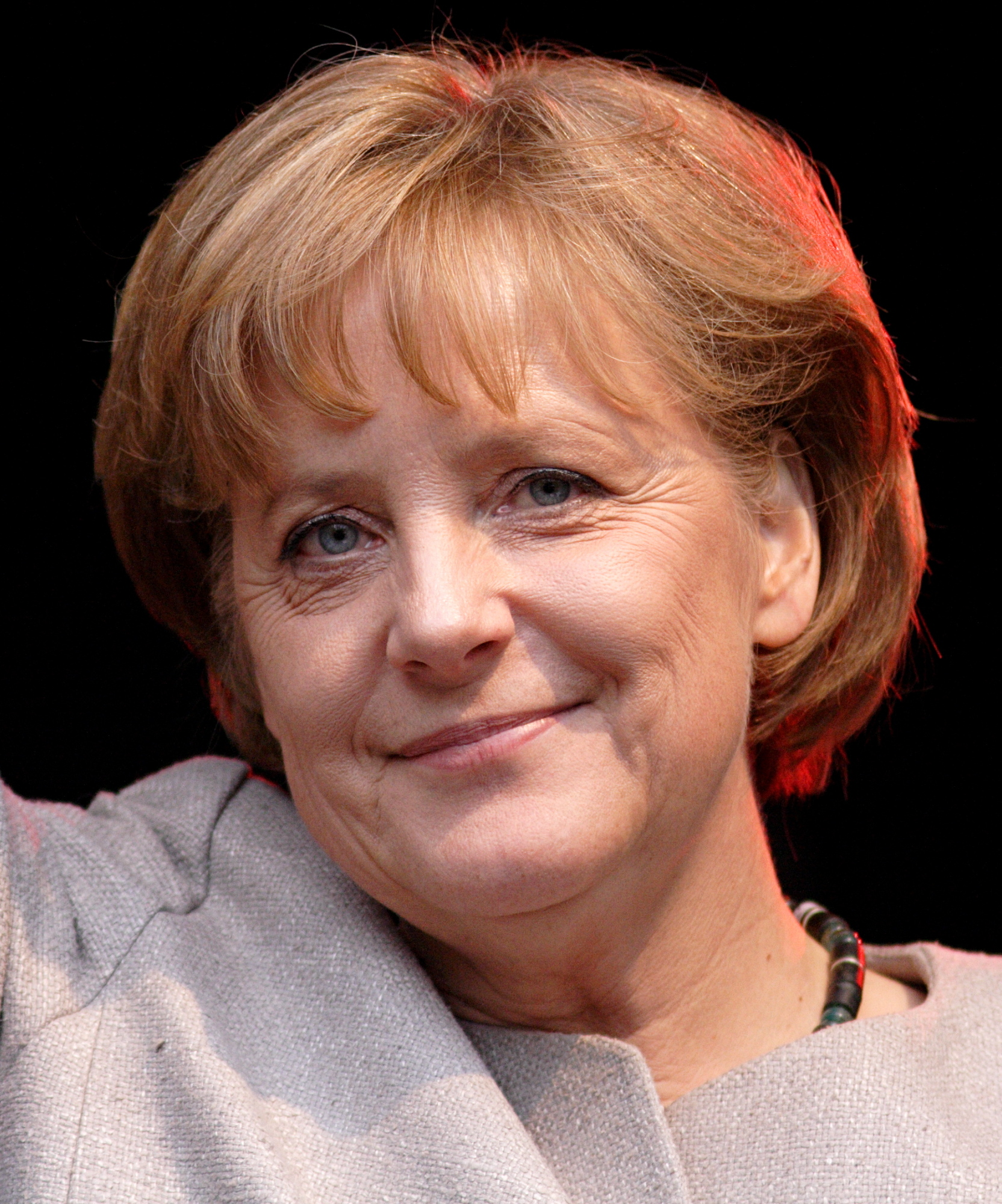
Angela Merkel, cancelar al Germaniei

- 1831: Împăratul Xianfeng al Chinei (d. 1861)
- 1840: Franz Hübner, misionar german (d. 1877)
- 1862: Oscar Levertin, scriitor suedez (d. 1906)
- 1867: Dimitrie Gerota, medic român (d. 1939)
- 1867: Ludovic Mrazek, geolog român de etnie cehă, membru al Academiei Române (d. 1944)
- 1877: Paul Follot, designer francez (d. 1942)
- 1888: Șemuel Iosef Agnon, scriitor israelian, laureat al Premiului Nobel (d. 1970)
- 1894: Georges Lemaître, preot catolic și fizician belgian (d. 1966)
- 1899: James Cagney, actor american (d. 1986)
- 1920: Juan Antonio Samaranch, președinte al Comitetului Olimpic Internațional (d. 2010)
- 1923: Traian Ionescu, fotbalist și antrenor român (d. 2006)
- 1924: Florea Fătu, fotbalist român (d. 1995)
- 1927: Sorin Comoroșan, biochimist și fizician român, membru de onoare al Academiei Române
- 1935: Donald Sutherland, actor canadian (d. 2024)
- 1940: Faisal Husseini, politician palestinian (d. 2001)
- 1945: Alexandru, Prinț Moștenitor al Iugoslaviei
- 1947: Camilla, Ducesă de Cornwall
- 1947: Wolfgang Flür, muzician german
- 1948: Dan Drosu Șaguna, jurist român
- 1949: Terence Michael Joseph “Geezer” Butler, basist britanic
- 1949: Ion Hadârcă poet, om politic din Republica Moldova
- 1949: Geezer Butler, muzician și compozitor englez (Black Sabbath, GZR, și Heaven & Hell)
- 1950: Damon Harris, cântăreț american (The Temptations) (d. 2013)
- 1952: David Hasselhoff, actor și cântăreț american
- 1954: J. Michael Straczynski, autor, scenarist, producător de televiziune american
- 1954: Angela Merkel, politician german, cancelar al Germaniei
- 1963: Letsie al III-lea al Lesotho, actualul monarh al Lesotho
- 1966: Alexandru Gafton, lingvist și filolog român
- 1975: Darude, DJ finlandez
- 1976: Anders Svensson, fotbalist suedez
- 1982: Mihai Pătrașcu, informatician român (d. 2012)
- 2005: Theodor Haraldsson, cântăreț suedez

## Decese
- 0924: Eduard cel Bătrân, rege englez (n. 877)
- 1070: Balduin al VI-lea de Flandra (n. 1030)
- 1762: Țarul Petru al III-lea al Rusiei (n. 1728)
- 1790: Adam Smith, economist scoțian (n. 1723)
- 1845: Charles Grey, politician englez, prim-ministru al Regatului Unit (n. 1764)
- 1859: Stephanie de Hohenzollern-Sigmaringen (n. 1837)
- 1882: Pantazi Ghica, publicist și scriitor român (n. 1831)
- 1894: Leconte de Lisle, poet și traducător francez (n. 1818)
- 1907: Hector Malot, scriitor francez (n. 1830)

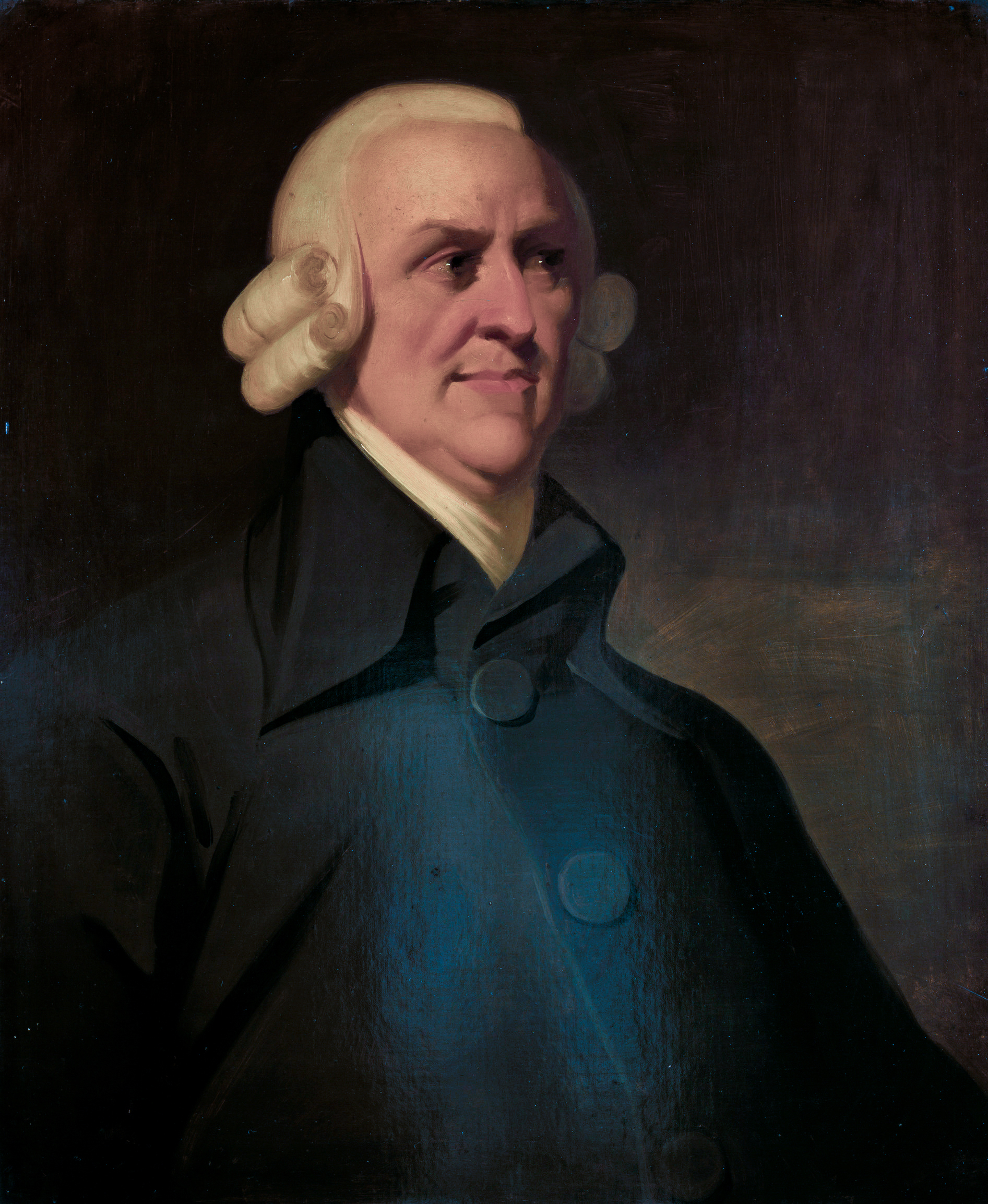
Adam Smith, economist scoțian
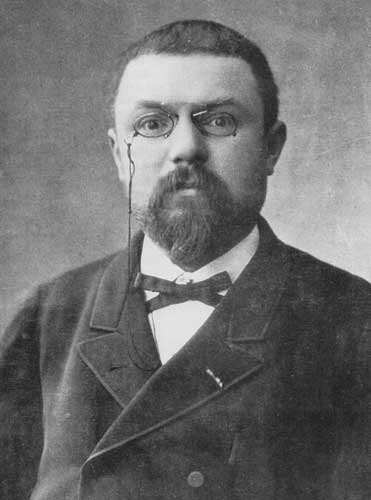
Henri Poincaré, matematician francez
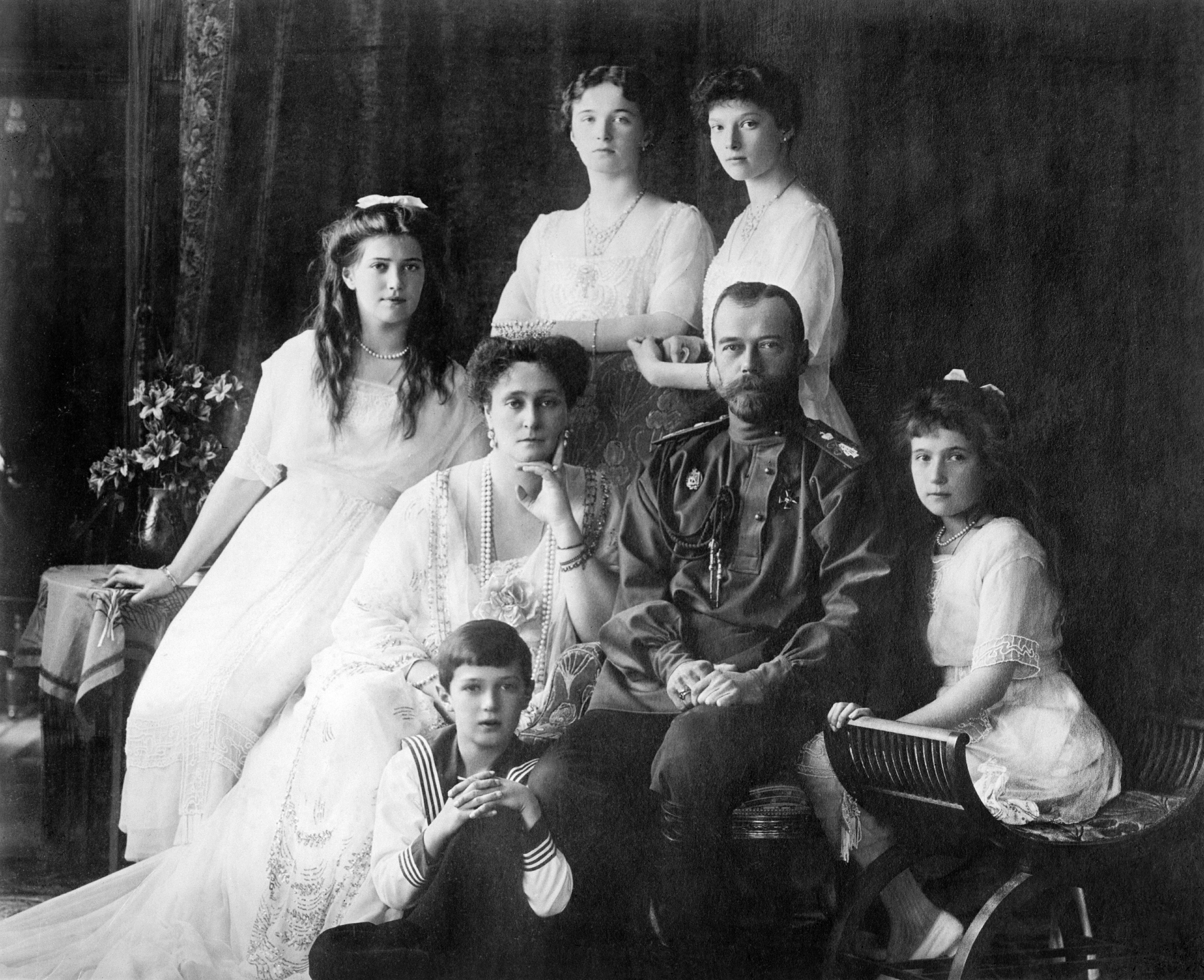
Familia Țarului Nicolae al II-lea al Rusiei

- 1912: Henri Poincaré, matematician francez (n. 1854)
- 1918: Familia Țarului Nicolae al II-lea al Rusiei (n. 1868)
  - Țarina Alexandra Feodorovna (n. 1872)
  - Marea Ducesă Olga (n. 1895)
  - Marea Ducesă Tatiana (n. 1897)
  - Marea Ducesă Maria (n. 1899)
  - Marea Ducesă Anastasia (n. 1901)
  - Țareviciul Alexei (n. 1904)
- 1923: Theodor Rosetti, publicist și politician român (n. 1837)
- 1928: Giovanni Giolitti, om de stat italian (n. 1842)
- 1928: Álvaro Obregón, politician mexican, al 39-lea președinte al Mexicului (n. 1880)
- 1944: William James Sidis, matematician american (n. 1898)
- 1952: Charles Plisnier, scriitor belgian, câștigător al Premiului Goncourt în 1937 (n. 1896)
- 1960: Pavel Peter Gojdič, episcop greco-catolic slovac, deținut politic (n. 1888)
- 1989: Masato Ide, scenarist și romancier japonez (n. 1920)
- 1995: Stephen Spender, poet britanic (n. 1909)
- 1995: Juan Manuel Fangio, pilot argentinian de Formula 1 (n. 1911)
- 2002: Joseph Luns,  politician olandez, diplomat, jurist, cel mai longeviv Secretar General al NATO (1 octombrie 1971 - 25 iunie 1984) (n. 1911)
- 2002: Gabriela Manole-Adoc, sculptoriță română (n. 1926)
- 2009: Leszek Kołakowski, filosof polonez (n. 1927)
- 2011: Ștefan Sameș, fotbalist român (n. 1951)
- 2025: Felix Baumgartner, parașutist și BASE jumper austriac (n. 1969)

## Sărbători
- Irak: Sărbătoare națională. Aniversarea proclamării republicii
- Coreea de Sud :Ziua Constituției (1948)
- Japonia: festivalul Gion Matsuri  în Kyoto